# Dům učitelů (Novi Sad)
Dům učitelů (srbsky Учитељски дом/Učiteljski dom) je rohová modernistická budova, která se nachází v srbském městě Novi Sad. Nachází se v blízkosti řeky Dunaje na rohu ulic Vojvode Putnika a Ive Lole Ribara.
Novosadští učitelé odkoupili pozemek na výstavbu budovy v roce 1933. Tato lokalita byla vybrána především proto, že v 30. letech 20. století se město Novi Sad rozvíjelo směrem od Dunajského parku k řece Dunaji v místě původního lužního lesa na břehu veletoku.
Návrh stavby připravil architekt Danilo Kaćanski. Budova byla vybudována v polovině 30. let; stavba byla dokončena roku 1936. Její vznik financovali novosadští učitelé (vybudována byla nákladem 1,5 milionu tehdejších dinárů) a po dokončení věnovali budovu městu. Čtyřpatrová budova je nápadná díky vstupu v průčelí, který je obložen dekorativním kamenem. Nad vchodem do budovy se nachází socha Đorđe Natoševiće. Uvnitř se nacházela knihovna, velký sál, prostor pro vzdělávání učitelů a pedagogické muzeum. Druhé a třetí patro sloužilo jako byty pro učitele a profesory.
Po druhé světové válce byl dům předán jiným vzdělávacím organizacím (např. Klub pracovníků ve vzdělávání – Klub prosvetnih radnika).
V druhé dekádě 21. století byl dům rekonstruován. Obnova fasády byla uskutečněna nákladem 15 milionů srbských dinárů, do té doby z několik desítek let staré budovy odpadávaly kusy fasády.